# Лисс, Дмитрий Ильич
Дми́трий Ильи́ч Лисс (28 октября 1960, Балашов Саратовская область) — российский дирижёр, главный дирижёр Уральского академического филармонического оркестра. Народный артист Российской Федерации (2011), лауреат Государственной премии РФ в области литературы и искусства за 2008 год.

## Биография
В 1979 году окончил Харьковскую музыкальную школу-десятилетку по классу кларнета (класс В. Н. Алтухова), теории и истории музыки.
В 1984 году с отличием окончил Московскую консерваторию по классу профессора Дмитрия Китаенко по специальности «Оперно-симфоническое дирижирование».
В 1983—84 годах работал ассистентом дирижёра в Академическом симфоническом оркестре Московской филармонии у своего учителя, Дмитрия Китаенко.
В 1984—95 годах — дирижёр (с 1991 года — главный дирижёр) Симфонического оркестра Кузбасса.
В 1995 году победил на Первом Международном конкурсе молодых дирижеров им. Ловро Матачича в Загребе (Хорватия).
С 1995 года — художественный руководитель и главный дирижёр Уральского академического филармонического оркестра.
В 1997—98 годах — главный российский дирижёр Российско-Американского молодёжного симфонического оркестра.
В 1998 году был ассистентом главного дирижёра (Валерия Гергиева) на Всемирном молодёжном музыкальном форуме и работал с молодёжными симфоническими оркестрами США, Китая, Великобритании, Канады, Израиля, Египта, ЮАР. В том же году был приглашен членом жюри на Второй Международный конкурс молодых дирижёров в Загребе.
С 1999 по 2003 год — дирижёр Российского Национального оркестра (РНО).
С 2016 года Лисс стал главным дирижёром Филармонического оркестра Южных Нидерландов, образованного в 2013 году путём слияния Брабантского и Лимбургского симфонических оркестров.

## Награды и звания
- Лауреат 1-й премии Международного конкурса молодых дирижёров им. Ловро Матачича (1995);
- Лауреат Премии Губернатора Свердловской области (2002);
- Заслуженный деятель искусств Российской Федерации (2002);
- «Дирижёр года» в рейтинге газеты «Музыкальное обозрение» (2003);
- Лауреат Государственной премии РФ в области литературы и искусства за 2008 год — «за выдающийся вклад в развитие филармонической деятельности» (2009, совместно с директором Свердловской филармонии А. Н. Колотурским)[3][5];
- «За заслуги перед Свердловской областью» III (2009), ΙΙ (2010) степеней[6];
- Народный артист Российской Федерации (2011)[2];
- Почётный гражданин Свердловской области (2020) — за выдающиеся достижения в сфере культуры и искусства Свердловской области[7].

## Творческие контакты
Сотрудничает с филармоническими коллективами Москвы, Санкт-Петербурга, Новосибирска, Будапешта.
География гастролей: Германия, США, Канада, Норвегия, Голландия, Швеция, Англия, Швейцария, Австрия, Франция, Италия, Испания, Япония, Тайвань, Венгрия, Польша, Хорватия, Словения, Эстония, Филиппины, Мальта.
Среди солистов, с которыми выступал и продолжает сотрудничать Дмитрий Лисс, такие звёзды мировой музыкальной сцены, как М. Ростропович, Б. Березовский, Г. Кремер, В. Третьяков, М. Плетнёв, В. Крайнев, Н. Гутман, Д. Башкиров, Д. Мацуев, Н. Петров, Ю. Башмет, А. Суванаи, Б. Белкин, В. Ланцман, П. Донохоу, В. Виардо и др.
Дмитрий Лисс принимал участие в III ежегодном международном музыкальном фестивале «Crescendo».

## Дискография
- Rachmaninov: Concertos pour piano 1 & 4 / Boris Berezovsky (piano) & Philarmonic Ural Orchestra (Mirare 2006)
- Rachmaninov: Concertos pour piano 2 & 3 / Boris Berezovsky (piano) & Philarmonic Ural Orchestra (Mirare 2006)